# آنتونی کرافت
آنتونی کرافت (متولد ۱۶ نوامبر ۱۹۲۸ در لوزان؛ درگذشته ۱۶ ژوئیه ۱۹۹۱ در پولی) روزنامه‌نگار و ناشر معماری سوئیسی بود.